# Provinz Ourense
Die spanische Provinz Ourense gehört zur Autonomen Region Galicien. Die Provinz nimmt den südöstlichen Teil Galiciens ein. Hauptstadt der Provinz ist die gleichnamige Stadt Ourense. Die Einwohnerzahl der Provinz liegt bei 304.592 Einwohnern (Stand: 2024), von denen etwa 30 % in der Provinzhauptstadt leben.

## Geografie
Die Provinz grenzt im Westen an die Provinz Pontevedra, im Norden an die Provinz Lugo, im Osten an die kastilischen Provinzen León und Zamora. Der Süden der Provinz grenzt an Portugal. Die Provinz Ourense erstreckt sich über eine Fläche von insgesamt 7.273,08 km² und verfügt als einzige galicische Provinz über keinen direkten Zugang zum Meer.

## Bevölkerungsentwicklung der Provinz
Quelle:INE-Archiv – grafische Aufarbeitung für Wikipedia

## Verwaltungsgliederung
Die Provinz gliedert sich in 92 Gemeinden. Abgesehen von der Provinzhauptstadt sind Verín, Ribadavia, Allariz, A Rúa, O Carballiño und Xinzo de Limia als wichtigste Gemeinden zu nennen.

### Comarcas

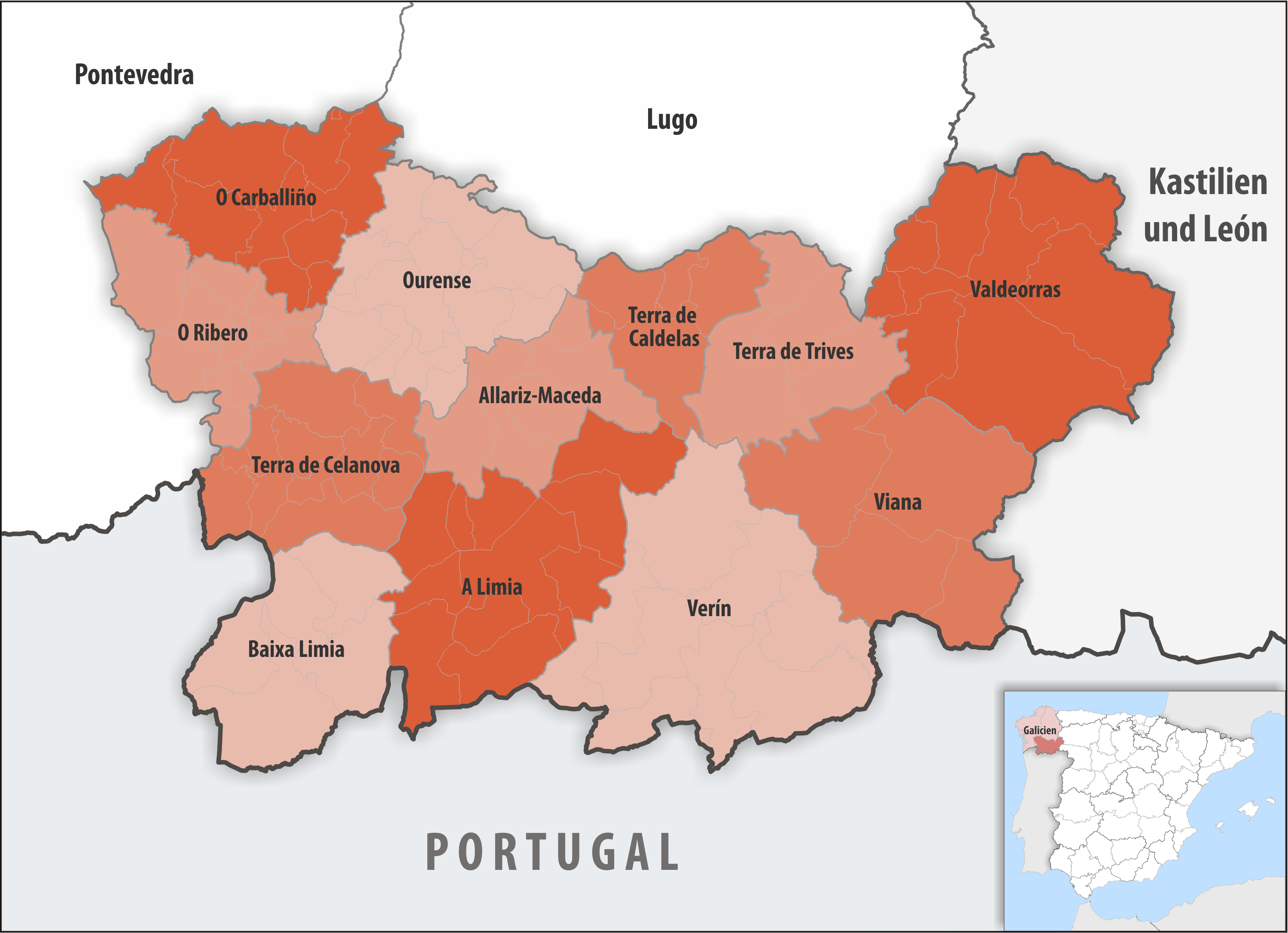
Comarcas in der Provinz Ourense

| Comarca           | Gemeinden | Einwohner (2024) | Fläche km² | Dichte Einw./km² | Hauptort              |
| ----------------- | --------- | ---------------- | ---------- | ---------------- | --------------------- |
| Allariz-Maceda    | 6         | 14.128           | 382,15     | 37               | Allariz               |
| Baixa Limia       | 5         | 6.508            | 530,30     | 12               | Bande                 |
| O Carballiño      | 9         | 26.224           | 552,45     | 47               | O Carballiño          |
| A Limia           | 11        | 19.252           | 801,90     | 24               | Xinzo de Limia        |
| Ourense           | 12        | 144.673          | 623,14     | 232              | Ourense               |
| O Ribero          | 10        | 15.175           | 406,90     | 37               | Ribadavia             |
| Terra de Caldelas | 4         | 2.756            | 313,25     | 9                | Castro Caldelas       |
| Terra de Celanova | 10        | 16.947           | 508,86     | 33               | Celanova              |
| Terra de Trives   | 4         | 3.762            | 431,71     | 9                | A Pobra de Trives     |
| Valdeorras        | 9         | 25.053           | 968,91     | 26               | O Barco de Valdeorras |
| Verín             | 8         | 24.676           | 1.007,19   | 24               | Verín                 |
| Viana             | 4         | 5.438            | 746,32     | 7                | Viana do Bolo         |
| Provinz Ourense   | 92        | 304.592          | 7.273,08   | 42               | Ourense               |

### Gerichtsbezirke

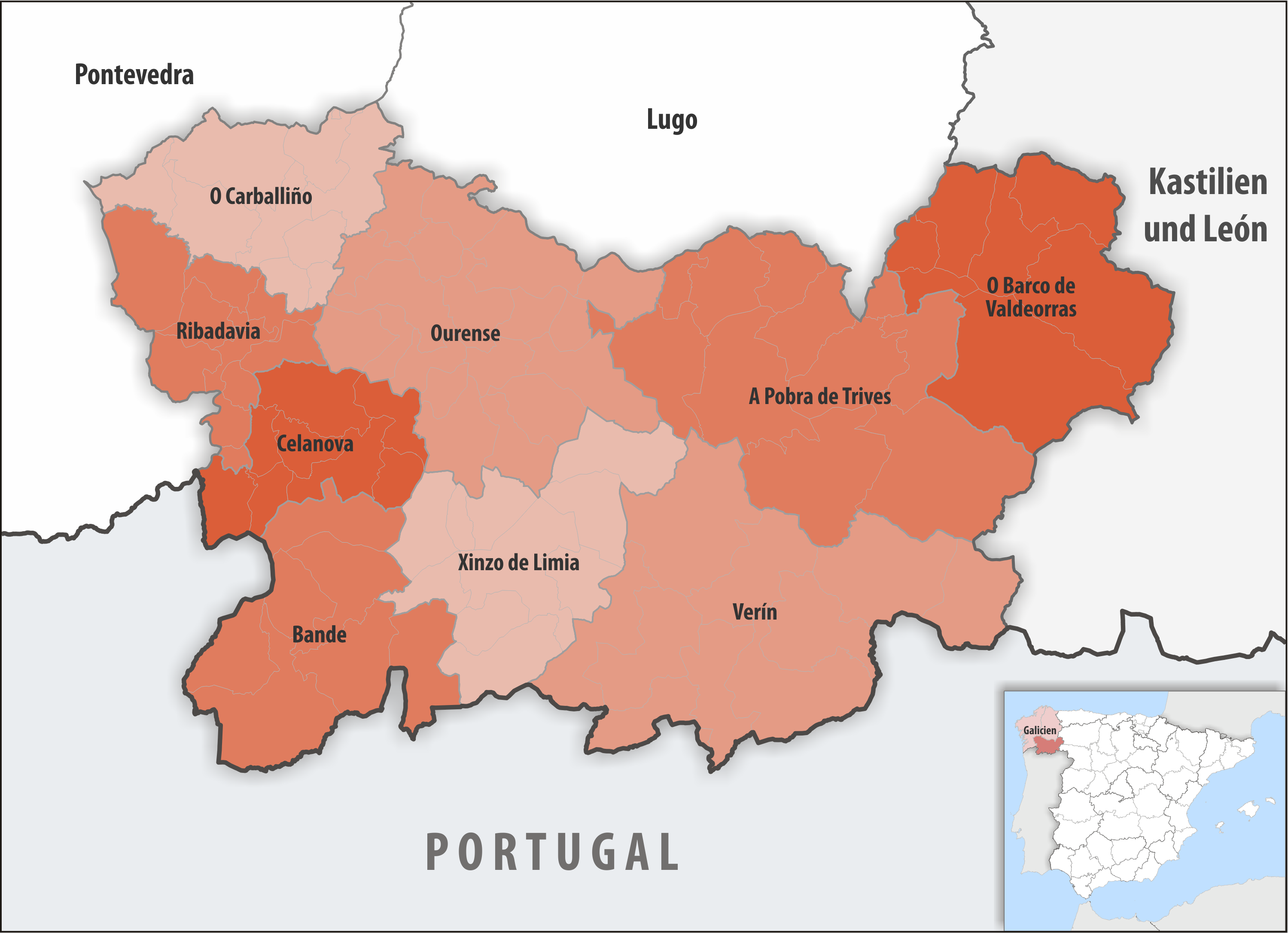
Gerichtsbezirke in der Provinz Ourense

| Gerichtsbezirk        | Gemeinden | Einwohner (2024) | Fläche km² | Dichte Einw./km² | Hauptquartier         |
| --------------------- | --------- | ---------------- | ---------- | ---------------- | --------------------- |
| Bande                 | 8         | 9.641            | 779,44     | 12               | Bande                 |
| O Barco de Valdeorras | 7         | 23.824           | 854,05     | 28               | O Barco de Valdeorras |
| Celanova              | 7         | 14.000           | 347,73     | 40               | Celanova              |
| O Carballiño          | 9         | 26.224           | 552,45     | 47               | O Carballiño          |
| Ourense               | 19        | 159.323          | 1.067,72   | 149              | Ourense               |
| A Pobra de Trives     | 11        | 10.471           | 1.268,03   | 8                | A Pobra de Trives     |
| Ribadavia             | 11        | 15.633           | 416,76     | 38               | Ribadavia             |
| Verín                 | 10        | 26.868           | 1.282,87   | 21               | Verín                 |
| Xinzo de Limia        | 10        | 18.608           | 704,03     | 26               | Xinzo de Limia        |
| Provinz Ourense       | 92        | 304.592          | 7.273,08   | 42               | Ourense               |

## Größte Gemeinden
Stand 2024
| Gemeinde (galicisch)  | Spanischer Name     | Einwohner |
| --------------------- | ------------------- | --------- |
| Ourense               | Orense              | 104.891   |
| O Carballiño          | Carballino          | 14.075    |
| Verín                 | Verín               | 13.798    |
| O Barco de Valdeorras | Barco de Valdeorras | 13.300    |
| Barbadás              | Barbadás            | 11.176    |

Kleinste Gemeinde ist A Teixeira mit 326 Einwohnern.